# Infatuation (Christina Aguilera)
Infatuation è un brano musicale della cantautrice statunitense Christina Aguilera, pubblicato come primo singolo promozionale dal suo secondo album in studio Stripped nel 2003. Una versione fisica del singolo è stata messa in commercio dalla BMG Records in Spagna.
Aguilera si esibì per la prima volta nel brano allo show di chiusura delle Olimpiadi invernali. Dopo l'uscita dell'album, il singolo registrò 1.980.000 di ascoltatori in sole 24 ore su AOL Music, nonostante non fosse ancora stato pubblicato come singolo, ottenendo il 90% dei voti positivi. Secondo Greg Kot del Chicago Tribune il brano richiama debolmente brani come Livin' la vida loca di Ricky Martin e La isla bonita di Madonna.

## Tracce
CD singolo
1. Infatuation – 4:17
2. Dame lo que yo te doy – 3:46